# Schulgeldersatz
Schulgeldersatz oder Schulgelderstattung (vereinzelt auch: Ersatz-Schulgeld oder Schulersatzgeld) bezeichnet eine in einzelnen Bundesländern gewährte staatliche Leistung an als Ersatzschulen fungierende Schulen in freier Trägerschaft für Schüler. In Bayern z. B. ist die Leistung des Schulgeldersatzes nicht von der sozialen Lage der Familien abhängig.

## Zweck
Angesichts der Förderpflicht des Staates schließt der Schulgeldersatz einen Teil der Lücke, die zwischen den sonstigen Einnahmen (staatliche Pauschale zuzüglich Schulgeld) und dem tatsächlichen Kosten klafft und ermöglicht angesichts des Sonderungsverbots den Schulen freier Träger auch dann das wirtschaftliche Überleben, wenn sie unter ihren Schülern einen hohen Anteil von Kindern aus einkommensschwachen Familien haben, die das Schulgeld nicht aufbringen können.

## Situation in den Bundesländern
In keinem anderen Bundesland außer den beiden unten erläuterten gab oder gibt es Schulgeldersatz. Allerdings entschied 2010 der Verwaltungsgerichtshof Baden-Württemberg über eine Musterklage in zweiter Instanz:
Nach den Ausführungen der Sachverständigen könne für das Jahr 2003 [...] allenfalls ein [Schulgeld-]Satz von 70 EUR pro Monat als sozial verträglich angesetzt werden, weil ein darüber liegendes Schulgeld „eine Sonderung nach den Besitzverhältnissen fördere“ und damit gegen Art. 7 Abs. 4 Satz 3 GG verstoße. Bei Zugrundelegung dieser [...] Sätze erweise sich die vom Land gewährte Förderung nicht als zureichend. [...] Diese Lücke könne - und müsse - aber teilweise dadurch geschlossen werden, dass den privaten Ersatzschulen, die ihren Schülern eine (partielle) Befreiung von der Schulgeldpflicht gewährt haben, ein Ausgleich hierfür zu gewähren sei. Die Landesverfassung habe sich bewusst für eine Schulgeldfreiheit entschieden. Soweit diese auch von Privatschulen gewährt werde, folge unmittelbar aus Art. 14 Abs. 2 Satz 3 der Landesverfassung ein „Anspruch auf Ausgleich der hierdurch entstehenden finanziellen Belastung“. Zwar sei eine Anrechnung auf die staatlichen Zuschüsse rechtlich möglich; dies gelte aber nicht, sofern sich die Förderbeträge ohnehin - wie hier - als defizitär erwiesen.
(Das Urteil wurde vom Bundesverwaltungsgericht in vollem Umfang aufgehoben und zu erneuten Entscheidung zurückverwiesen.)
In Berlin steht eine Volksinitiative kurz davor, eine generelle Schulgeldfreiheit als Thema für das Abgeordnetenhaus durchzusetzen, siehe →Schulgeldfreiheit.

### Bayern
In Bayern beruht die Leistung auf Art. 47 des Bayerischen Schulfinanzierungsgesetzes. Die Obergrenze des Erstattungsbetrags wurde von ursprünglich 66 € auf zunächst 75 € und dann auf 80 € angehoben. Zwei Jahre zuvor war der Versuch gescheitert, den 66 € - Maximalbetrag als verfassungswidrig einzustufen.

### Sachsen
In Sachsen wird Schulgeld nicht ersetzt (Nur noch Weiterzahlung bis zum Ende der Ausbildung in der aktuellen Schulart, jedoch nicht mehr für neue Schüler). Da die Finanzierung der Ersatzschulen durch das Land Sachsen im Vergleich zu den staatlichen Schulen bereits seit der letzten Kürzung 2006 sehr knapp bemessen und die Neuregelung mit weiteren Auflagen (Mindestschülerzahl und verlängerte Wartefrist) verbunden war, mobilisierten Initiativen von Eltern und betroffenen Schulträgern dagegen Widerstand. Die Fraktionen von Grünen, SPD und Linken haben eine Normenkontrollklage erhoben, in deren Folge der Sächsische Verfassungsgerichtshof die Regeln über die Ersatzschulfinanzierung insgesamt für verfassungswidrig erklärte. Bis zum 31. Dezember 2015 muss der Landtag eine Neuregelung erlassen. Bestandteil der Neuregelung wird ein vollständiger Schulgeldausgleich sein. 
Der Verfassungsgerichtshof korrigierte damit sein eigenes Urteil aus dem Jahre 1996 und urteilte nunmehr, dass nach Art. 102 Abs. 4 Satz 2 SächsVerf jedem Schulträger die Möglichkeit eröffnet werden müsse, den Unterricht unentgeltlich anzubieten.